# Kookla
Kookla – wieś w Estonii, w prowincji Viljandi, w gminie Viljandi. Do 2013 roku w gminie Pärsti.
Archaiczne nazwy wsi to: Kokla (1583), Kookla (1797 ), Kogla (1839). Przez wieś przepływa potok Polli.